# BR-471
La BR-471 es una carretera de conexión en el sur de Brasil. Su proyecto oficial incluye 692 km entre Soledade-RS y Chuí-RS.
Se inicia en Soledade, coincidiendo con la BR-153, denominada Rodovia Transbrasiliana, pasando por Barros Cassal y Herveiras, donde se asume la carretera independiente como RST (en la antigua nomenclatura) 471, atravesando los Municipios de Sinimbu, Rio Pardinho, Santa Cruz. do Sul, Rio Pardo, Pantano Grande, Encruzilhada do Sul y Canguçu a Coxilha do Fogo donde se encuentra (y continúa como) BR-392 a Pelotas, donde coincide con BR-116 y un poco más adelante nuevamente con BR-392 pasando por Povo Novo hasta Quinta (distrito de Rio Grande), cuando sale de la BR-392 y se convierte en la Carretera Brigadeiro José da Silva Pais, la BR-471 original de los años 50 a los 90, pasando por Santa Vitória do Palmar y terminando finalmente en Chuí, el punto extremo y la ciudad más austral de Brasil.
Gran parte de la materia prima producida en el interior del estado pasa por esta carretera. En Rio Grande se encuentra uno de los puertos más importantes de Brasil, por donde pasan grandes volúmenes de exportaciones.

## Galería

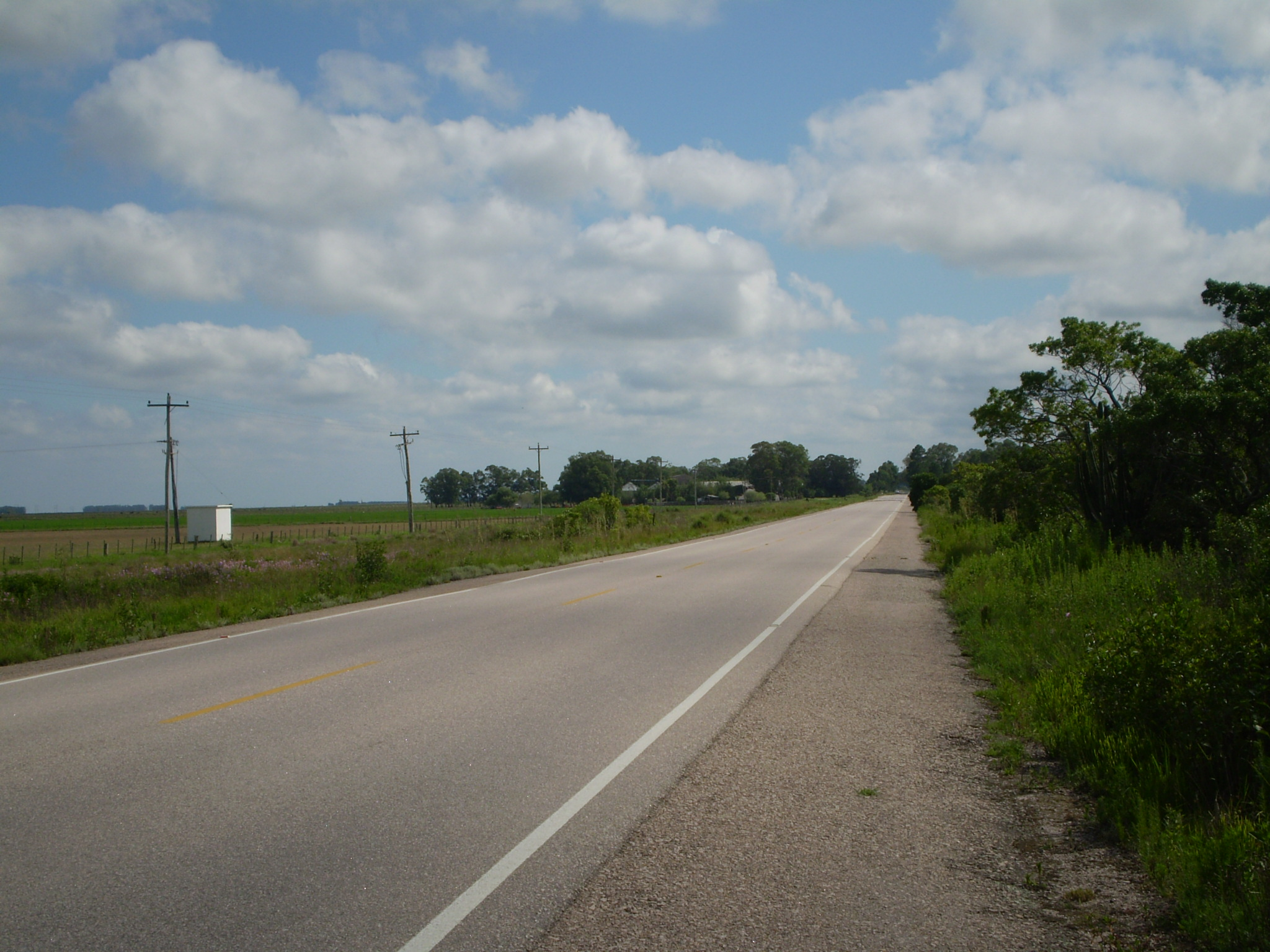
BR-471 en Santa Vitória do Palmar, Rio Grande do Sul
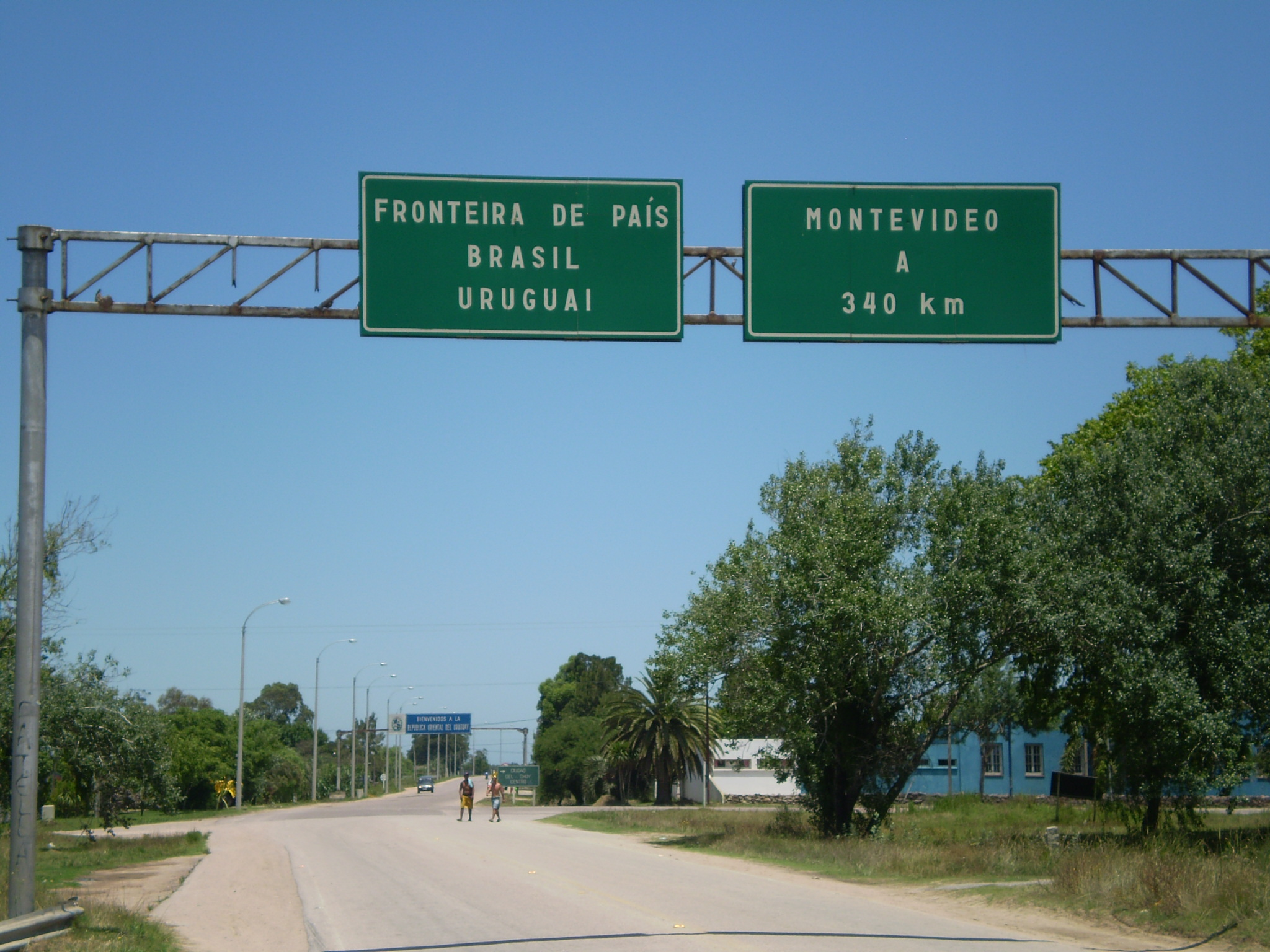
BR-471 en Chuí, Rio Grande do Sul, en la frontera con Uruguay.